# Лови волну 2
«Лови волну 2» (англ. «Surf's Up 2: WaveMania») — американский полнометражный компьютерный анимационный фильм Генри Ю 2017 года. Вышел сразу на видео минуя кинотеатры. Является продолжением мультфильма 2007 года «Лови волну!».

## Сюжет
С момента событий первого мультфильма прошло несколько лет. Коди Мэверик так и не стал знаменитым сёрфером. Он проживает в безизвестности на Пин-Гу, где учит детей сёрфингу в своей собственной школе. Ему помогает его подруга Лэни. Карьера Танка также завершилась. Он больше не заработал ни одной новой награды и в противовес Коди основал свою школу сёрфинга. В то же время Цыпа Джо стал известным сёрфингистом и выступает на соревнованиях по всему миру.
Вот Цыпа Джо приезжает на Пин-Гу, чтобы проведать своих друзей. В это время на остров прибывает команда сёрферов-экстремалов «Отвязная 5». Они путешествуют по миру в поисках интересных волн. В эту команду входят: выдра Мистер Макмэн, Хантэр, Пейдж, Гробовщик и Джей Си. Поскольку Коди с детства был их большим фанатом, он приглашает всю команду к себе и устраивает в их честь вечеринку. На вечеринке лидер «Отвязной 5» Мистер Макмэн рассказывает, что они ищут некое мифическое место под названием Частокол. Ещё выдра проговаривается, что это путешествие будет для него последним, он уже очень стар и собирается оставить команду. На следующее утро «Отвязная 5» отправляется на поиски Частокола. С собой они берут Коди, Лэни, Танка и Цыпу Джо, чтобы испытать их в этом путешествии и кого-нибудь из них потом принять в свою команду, вместо уходящего на покой Мистера Макмэна. Путь к Частоколу им указывает магическая ракушка, которая знает ответы на все вопросы.
Сначала вся компания долго плывёт на ките. Причалив же к некоему неизвестному берегу, они долго идут по пустыне, преодолевая зыбучие пески. Дойдя до джунглей, команда останавливается на ночлег. На следующий день в джунглях они находят следы некоей древней исчезнувшей пингвиньей цивилизации, поклонявшейся сёрфингу. Далее компания преодолевает при помощи самодельных дельтапланов лавовое озеро. Ближе к концу путешествия компанию покидает Коди. Он очень раздосадован тем, что во время своих препирательств с Танком, чуть было случайно не сбросил в лаву Цыпу Джо.
В конце концов, оставшаяся часть компании добираются до места. В этот момент оказывается, что вся эта «Отвязная 5» совершенно сумасшедшая. Они собираются во время грозы кататься на гигантских волнах, маневрируя между молниями. Лэни и Цыпа Джо отказываются принимать в этом участие. Танк поначалу соглашается, но оказавшись на этой огромной волне, меняет своё решение. Он пытается спастись, но попадает в беду. В этот момент неожиданно на помощь к нему приходит Коди. После такого самоотверженного поступка «Отвязная 5» предлагает именно ему присоединиться к их команде, но тот отказывается, так как не может бросить своих друзей и свой остров. Выдре Мистеру Макмэну ничего не остаётся, как оставаться в команде и дальше.

## Роли озвучивали
- Джереми Шэда[англ.] — Коди Мэверик
- Мелисса Штурм — Лэни Аликаи
- Джон Хидер — Цыпа Джо
- Дидрих Бадер — Танк «Волнорез» Эванс
- Винс Макмэн — Мистер Макмэн
- Трипл Эйч — Хантэр
- Пейдж — Пейдж
- Гробовщик — Гробовщик
- Джон Сина — Джей Си
- Майкл Коул — чайка
- Джеймс Патрик Стюарт — ведущий телепрограммы

## Производство
С момента выхода оригинального мультфильма периодически появлялись слухи о сиквеле. 1 марта 2016 года Sony Pictures Animation объявили, что работают над продолжением, совместно с компанией WWE Studios (кинокомпания принадлежащая реслинг-ассоциации WWE). Мультфильм стал дебютом для режиссёра Генри Ю. Идея проекта принадлежит WWE, которые сами предложили Sony делать продолжение. По задумке WWE мультфильм должен привлечь новую юную аудиторию к реслингу (всю «Отвязную 5» озвучивали настоящие реслеры).

## Критика
Большинство критиков приняли продолжение сдержанно, сойдясь во мнении, что это просто добротный средний мультфильм. При этом отмечая, что детям он должен понравиться.